# Bjarne Henriksen
Pour les articles homonymes, voir Henriksen.
Bjarne Henriksen, né le 18 janvier 1959 à Såderup, au Danemark, est un acteur danois.

## Biographie
En 2007, Bjarne Henriksen a joué dans The Killing, aux côtés de Sofie Gråbøl. Pour son rôle dans cette série, il est nommé en 2011 aux Crime Thriller Awards comme meilleur acteur dans un second rôle.
Il joue dans les trois saisons de Borgen, une femme au pouvoir.

## Filmographie

### Cinéma
- 1996 : Les Héros (De største helte), de Thomas Vinterberg
- 1997 : Let's Get Lost
- 1998 : Festen
- 1999 : Pizza King
- 2001 : Monas verden
- 2002 : Kinamand
- 2005 : Af banen
- 2007 : L'Art de pleurer en chœur
- 2008 : Fear Me Not
- 2012 : La Chasse
- 2018 : Kursk

### Séries télévisées
- 1999 : Dybt vand
- 2000-2002 : Hotellet
- 2007 : Forbrydelsen (The Killing) - Theis Birk Larsen
- 2010-2012 : Borgen - Hans Christian Thorsen
- 2012 : Moving On
- 2015 : Trapped - Carlsen
- 2020 : Cry Wolf -  Lars
- 2021 : Octobre